# Gabriel Cárcamo
Gabriel Andrés Cárcamo Riveros (Viña del Mar, Chile, 27 de mayo de 1987) es un exfutbolista chileno que jugaba como mediocampista.   

## Clubes
| Club                    | País  | Año         |
| ----------------------- | ----- | ----------- |
| Pudahuel Barrancas      | Chile | 2007 - 2009 |
| Deportes Melipilla      | Chile | 2009 - 2010 |
| Everton de Viña del Mar | Chile | 2010 - 2011 |
| Deportes Puerto Montt   | Chile | 2012        |

- Datos: Q8963279